# Rhytidoponera chalybaea
Rhytidoponera chalybaea é uma espécie de formiga do gênero Rhytidoponera.